# Streptocitta
A Streptocitta a madarak osztályának verébalakúak (Passeriformes) rendjébe és a seregélyfélék (Sturnidae) családjába tartozó nem.

## Rendszerezésük
A nemet Charles Lucien Jules Laurent Bonaparte francia ornitológus írta le 1850-ben, az alábbi fajok tartoznak ide:
- fehérmellű majna (Streptocitta albicollis)
- Sulu-szigeteki majna (Streptocitta albertinae)

## Előfordulásuk
Indonézia területén honosak. Természetes élőhelyeik a szubtrópusi vagy trópusi síkvidéki esőerdők, mocsári erdők és cserjések, valamint ültetvények és másodlagos erdők. Állandó, nem vonuló fajok.

## Megjelenésük
Testhosszuk 48-50 centiméter körüli.